# Jan Schur
Jan Schur (ur. 27 listopada 1962 w Lipsku) – niemiecki kolarz szosowy, do zjednoczenia Niemiec reprezentujący barwy NRD, mistrz olimpijski oraz mistrz świata.

## Kariera
Pierwszy sukces w karierze Jan Schur osiągnął w 1988 roku, kiedy wspólnie z Uwe Amplerem, Mario Kummerem i Maikiem Landsmannem zwyciężył w drużynowej jeździe na czas na igrzyskach olimpijskich w Seulu. Był to jego jedyny start olimpijski. W nieco zmienionym składzie (Amplera zastąpił Falk Boden) drużyna NRD zdobyła także złoty medal podczas mistrzostw świata w Chambéry w 1989 roku. Poza tym zajął między innymi drugie miejsce w klasyfikacji generalnej Tour de Pologne w 1982 roku, wyścigu Dookoła Grecji w 1989 roku oraz trzeci w wyścigu Dookoła Bułgarii w 1994 roku. Dwukrotnie startował w Tour de France oraz Giro d’Italia, ale nie osiągnął sukcesów.
Jego ojciec – Gustav-Adolf Schur również był kolarzem.